# 佐藤大治
佐藤 大治（さとう だいじ、1932年9月19日 - 2007年5月4日）は、日本の経営者。名鉄百貨店社長を務めた。

## 来歴・人物
愛知県名古屋市出身。1955年に関西学院大学商学部を卒業し、同年に名鉄百貨店に入社。1974年10月に取締役に就任し、常務、専務を経て、1992年5月に副社長に就任し、1995年5月には社長に昇格。2001年5月に会長に就任。
2007年5月4日に悪性リンパ腫のために死去。85歳没。